# 大須口站
大須口站（日语：／ Ōzuguchi eki */?）是位於廣島縣廣島市西蟹屋町（現時：南區西蟹屋4丁目），日本國有鐵道（國鐵）宇品線的鐵路車站（廢站）。
此條目將同時記述在早期已經廢除，鄰近此站的安藝愛宕站（日语：／）（1931年至1943年營運）。

## 概要
在第二次世界大戰前，藝備鐵道開設此站，後來由國鐵接管。在戰後，此站北邊的客運車站廣島站，以及貨運車站東廣島站均設有分支點，形成一個「三角線」。另外，在分支線和稍為靠北的宇品線與一般道路之間立體相交。後來由於宇品線業績下靠，使由客運站降級為信號場，車站最終在1972年廢除。現時所有車站設施和路軌已經撤走，而車站遺址附近沒有設立紀念碑。

## 歷史

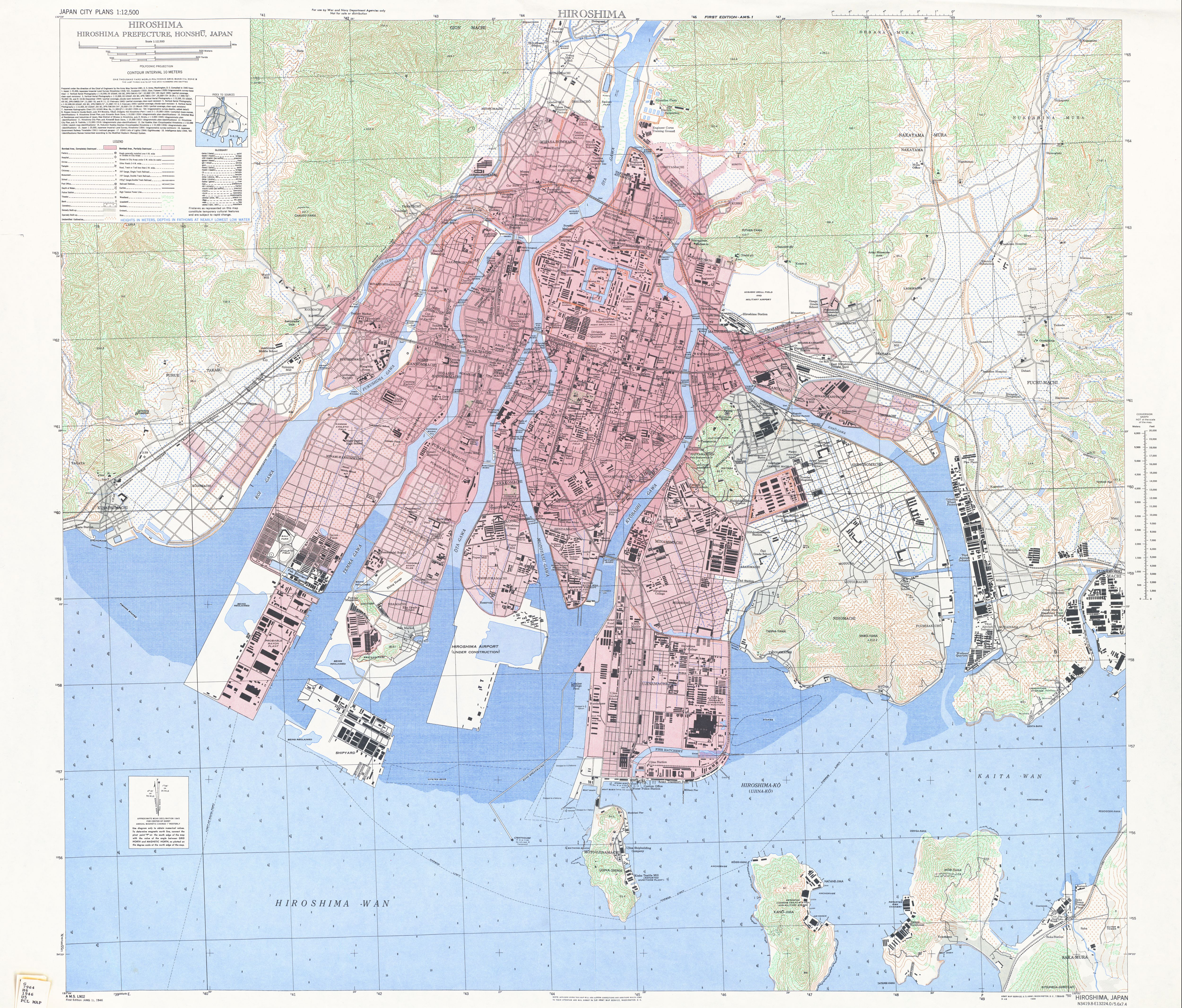
1945年廣島市地圖。以"Ōsuguchi Station"標示此站。

大須口站原來是由藝備鐵道的車站，當時為客運車站（委托車站），於1930年12月啟用。車站位於距離廣島站1.2公里處。在開業當時，前站為安藝愛宕站（相距0.4公里），下站為東段原站（相距0.2公里）。車站名稱取自鄰近的町名，而開業當初，此站名為「大須口停留所」。在1937年7月，藝備鐵道國有化後才改名為大須口站。
在1945年8月6日發生廣島市原子彈爆炸時，車站距離核爆中心約2.5公里處，因此車站大樓完全燒毀，受損程度較大。翌月9月的颱風艾達造成車站南邊猿猴川橋樑部分橋腳被沖走，隨後走線向東遷移，車站和月台一同被遷移。
在第二次世界大戰後的1960年代，宇品線整體客量開始減少。後來隨著客運營業區間縮小，在1966年12月，大須口站結束客運業務。但是由於宇品線中還有客運業務（廣島至上大河之間）和貨運業務（（貨）東廣島至宇品之間），因此大須口站變成了客運線（廣島站方向）和貨物線（（貨）東廣島站方向）的分支站功能（參見#車站構造），使該站變為「大須口信號場」。在1972年4月，宇品線全面取消客運業務，由於決定把連接大須口信號場至廣島站之間的客運路軌，因此此信號場也被廢除。

### 年表
- 1930年（昭和5年）12月20日：藝備鐵道大須口停留場啟用[1]。
- 1937年（昭和12年）7月1日：藝備鐵道國有化，由停留場升格為停車場，改名為大須口站[1]。
- 1945年（昭和20年）
  - 8月6日：發生廣島市原子彈爆炸，車站大樓被燒毀。
  - 9月：在颱風艾達吹襲後，使用了另一條橋樑跨越猿猴川，站內的路軌和站舍向東遷移。
- 1966年（昭和41年）12月20日：此站結束客運業務，降級為信號場，改名為大須口信號場[1]。
- 1972年（昭和47年）4月1日：宇品線全面結束客運業務，此信號場被廢除[1]。

## 車站構造
車站地址為西蟹屋町（即現時南區西蟹屋4丁目8番7號附近）。車站北端設有分支，向西邊（廣島站方向）為客運線，向東邊（（貨）東廣島站方向）為貨運線，形成了一個「三角線」。在分支點北邊設有國道2號（即現時的廣島縣道164號廣島海田線，又稱「大州通」）的平交道。在1949年4月，該處進行工程，使宇品線兩線與道路變為立體相交，國道2號在地底通過，上方設有兩條宇品線橋樑，而這些橋樑附上了名稱，分別為和，這個工程使平交道消失（但是後來取消了立體相交，道路回復當年在地面通過）。另外在車站南邊設有大須口平交道。
站舍和月台在路軌的西邊。此站設有1面1線的單式月台。在1945年9月，由於水災使需要另一座猿猴川橋樑，路軌和月台向東遷移，站舍也在向東擴展。在1966年12月降級為信號場降，由於需要控制轉轍器和信號燈，因此設有國鐵職員常駐。

## 鄰近設施
截至信號場廢除時（1972年4月），鄰近還有其他設施：
- （貨）東廣島站 - 在山陽本線下行線南邊。後來在1995年遷移至廣島操車場遺址。而該站遷移在2009年開設萬事得Zoom-Zoom廣島球場。
- 廣島操車場 - 在山陽本線上下行線之間。後來在1984年廢除。上述提及變為（貨）東廣島站，該站隨後改名為廣島貨運總站。
- 廣島縣道164號廣島海田線（日语：広島県道164号広島海田線） - 舊國鐵，於車站北邊通過，曾經與宇品線立體相交，後來取消了立體相交。
- 廣島市立荒神町小學（日语：広島市立荒神町小学校）

## 現狀
在1972年4月廢除信號場後，站舍和前往廣島站的客運線路軌等被撤走，宇品線的後繼「宇品四者協定線」貨運線還繼續營運（繼續連接東廣島站和宇品站（宇品貨物起卸所））。四者協定線在廢除後的1986年4月起，月台和其餘路軌。縣道164號線上方的貨物線橋樑在1989年12月起開始進行工程拆毀，完成後便可路塹填平，道路變回昔日的現況（變回平面通過）。
車站設施和路軌現時已經完全撤走，廢線遺址變成了擴寬道路的空間。車站北邊的立體相交處變為「球場前（西）」路口，南邊大須口平交道變為「{{Translink|ja|平和橋 (広島市)|平和橋 (廣島市)|平和橋]]北詰」路口。車站範圍用地變為スズキアリーナ廣島中央店。在車站附近沒有設置大須口站遺址紀念碑。

## 安藝愛宕站
安藝愛宕站與大須口站同樣，都是藝備鐵道開業啟用的車站之一。在1931年3月20日啟用。當初站名是取自鄰近的町名（愛宕町），被稱為愛宕町停留場。在1937年7月1日，藝備鐵道國有化，該停留場升級為停車場，被改稱為安藝愛宕站。該站距離前站（宇品線起點）廣島站0.4公里，距離下站大須口站0.8公里。從宇品線走線和站距，推斷車站遺址是在愛宕平交道附近。在1943年10月1日，由於戰時燃料事情使車站暫停營業，在戰後沒有重開，因此被視為已經廢除。

## 相鄰車站
截至宇品線結束客運業務和大須口信號場廢除一刻（1972年4月1日）。
日本國有鐵道
宇品線
廣島－大須口－南段原

## 相關文獻
- 四國五郎（日语：四国五郎）  春陽社出版，1975年

文獻中以素描、散文、相片和大綱紀載宇品線的。
- 長船友則 （RM LIBRARY 155） Neko出版，2012年　ISBN 9784777053285

除了車站和路線歷史外，還收錄了大須口站的站舍、月台和進線列車等相片。
- 宮脇俊三（日语：宮脇俊三）（編） （Ⅱ） 日本交通公社出版事業局，1996年　ISBN 4533025331

白川淳「宇品線」（pp.122-123），紀述1990年代半的廢線遺址狀況，當中包含了一些照片。

## 注腳
1. 1 2 3 4 5  石野哲（編）.  初版. JTB. 1998-10-01: 277. ISBN 978-4-533-02980-6 （日语）.
2. ↑  .   [2024-03-11]. （原始内容存档于2023-04-04）.
3. ↑  在（Ⅱ）p.122中，從圖片可看見在1990年代中旬前，月台上的石砌還存在。

## 相關項目
- 日本鐵路車站列表 O

## 外部連結
- 1974年的航空照片 (CCG747-C12B-19)（日語） - 地圖、航空照片閱覧服務（國土地理院）。圖中可看見大須口至下大河之間的路軌。也可看見在信號場廢除後，車站遺址和與縣道164號線立體相交部分。